# Богданці (Північна Македонія)
Богданці (мак. Богданци) — місто в Північній Македонії, центр однойменної громади Богданці.

## Історія
Грецька школа існувала тут з 1800 року. Населення брало участь у всегрецькому повстанні 1821 проти оттоманів і було представлено в комітеті північних македонян і в часовому Директораті Греції 1822 одним представником.
У XIX столітті це був значною мірою болгарське або болгаромовне містечко. У 1873 році в «Етнографії вілаетов Адріанополь, Монастир і Салоніки» виданої в 1878 році в Константинополі згадується про 2145 болгар і про 165 мусульман живуть в містечку. Після Російсько-турецької війни 1877–1878, болгарська школа була закрита грецькому митрополитом в Струміце. За даними болгарського етнографа Васіла Кинчова наприкінці ХІХ століття чисельність населення становила 3560 осіб — 2540 болгари, 900 турки і 120 цигани. На початку 20 століття християнське населення Богданці досить змішані з точки зору релігійної приналежності. За даними секретаря Болгарського екзархату в 1905 році в Богданцев проживали 1400 болгар-екзархистів, 1480 болгар патріархістів-грекоманів, 160 болгар патріархістів-сербоманів, 144 болгар уніатів. Існувала болгарська, грецька і сербська школа.
Група болгар грекоманів, званих ідеологами грецької національної пропаганди «болгаромовними греками» вважалися прихильниками грецької національної ідеї. У ході боротьби за Македонію місто і область стали ареною конфронтації греків і болгар. З міста родом відомий македономах, тобто борець за возз'єднання Македонії з Грецією, Георгіос Вогданціотіс (Караїскакіс), а також і болгарські революціонери Дельо Калачов і Петро Каркалашев.
У Балканської війни, 78 чоловік із міста стали добровольцями в Македонії — одрінськой ополченні Болгарської армії.
Після закінчення Балканських воєн в 1913 року, коли кордон між Сербією і Грецією пройшов південніше міста, незважаючи на запити грецького населення до прем'єр-міністра Греції Елефтеріос Венізелос включити місто до складу Греції, місто залишилося на сербській стороні. Після цього більшість греків воліли переселиться до Греції — в довколишній Килкис і Салоніки.

## Населення
За переписом 2002 року, у місті проживали 6011 жителів.
- македонці — 5761
- албанці — 2
- турки — 48
- цигани — 1
- влахи — 4
- серби — 176
- інші — 19

## Особистості
- Кирил Петрушев (1885–1980) — югославський політик, член АСНОМ, міністр внутрішніх справ НРМ
- Георгіос Вогданціотіс (Караїскакіс) (? — 1910) — македономах-борець за возз'єднання Македонії з Грецією.
- Міхаліс Сіонідіс (1870–1935) — грецький революціонер
- Стоян Богданцаліята — болгарський революціонер